# This is Your Sword
This is Your Sword es el vigésimo segundo episodio de la tercera temporada y sexagésimo octavo episodio a lo largo de la serie de televisión estadounidense de drama y ciencia ficción, Arrow. El episodio fue escrito por Ben Sokolowski y Brian Ford Sullivan, basados en la historia de Erik Oleson y dirigido por Wendey Stanzler. Será estrenado el 6 de mayo de 2015 en Estados Unidos por la cadena The CW.

## Elenco
- Stephen Amell como Oliver Queen/la Flecha.
- Katie Cassidy como Laurel Lance/Canario Negro.
- David Ramsey como John Diggle.
- Willa Holland como Thea Queen.
- Emily Bett Rickards como Felicity Smoak.
- Colton Haynes como Roy Harper/Arsenal.
- John Barrowman como Malcolm Merlyn/Arquero Oscuro.
- Paul Blackthorne como el capitán Quentin Lance.

## Desarrollo

### Producción
La producción de este episodio comenzó el 17 de marzo y terminó el 25 de marzo de 2015.

### Filmación
El episodio fue filmado del 26 de marzo al 7 de abril de 2015.